# Anthonie Hals

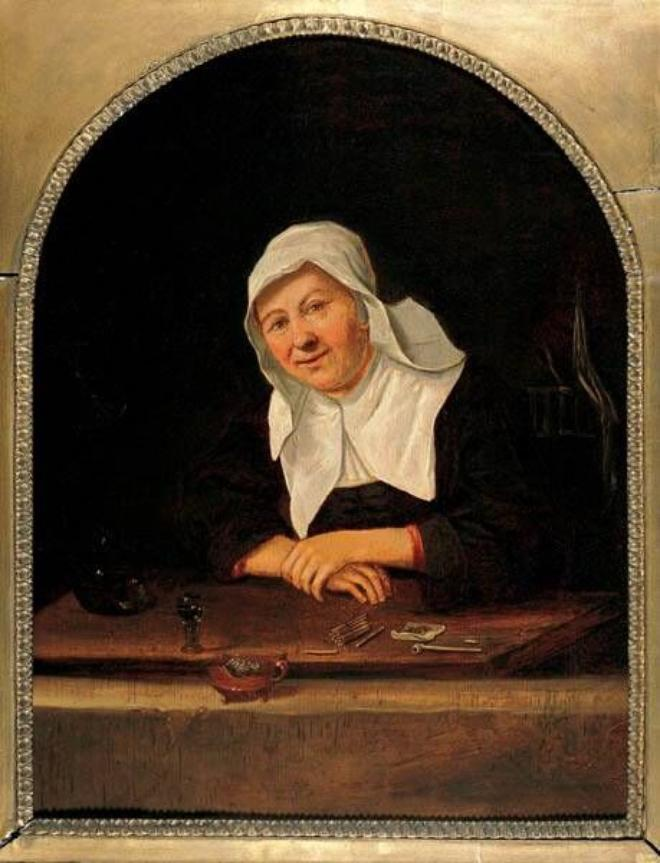
Anciana sentada detrás de una mesa, óleo sobre tabla, 38,3 x 30 cm, Haarlem, Frans Hals Museum.

Anthonie Dircksz. Hals (Haarlem, 1621-1691) fue un pintor barroco neerlandés. 
Hijo de Dirck Hals y de Agneta Jansdr., fue bautizado el 19 de octubre de 1621. Discípulo de su padre, consta que en 1660 se encontraba inscrito en la guilda de San Lucas de Haarlem, aunque se ignora el año de su ingreso. En noviembre de 1669 se encontraba en Ámsterdam con su primo Reynier Hals ocupado en el inventario y tasación de los bienes de Martinus Saeghmolen. Fue enterrado en Haarlem el 25 de enero de 1691.
Dedicado como su padre a la pintura de género, de su mano se conoce una Anciana sentada detrás de una mesa, tabla recortada en forma de medio punto imitando un ventanuco al que se asoma la anciana dependienta, tratada con una técnica abocetada que recuerda el modo de trabajar de su primo Harmen Hals.